# Atelopus mittermeieri
Atelopus mittermeieri es una especie de anfibio anuro de la familia Bufonidae.

## Distribución geográfica
Esta especie es endémica del municipio de Encino en el departamento de Santander en Colombia. Habita a una altitud de aproximadamente 2525 m en la vertiente occidental de la Cordillera Oriental.

## Descripción
Los machos miden de 32.99 a 33.36 mm y las hembras de 41.33 a 44.95 mm.

## Etimología
Esta especie lleva el nombre en honor a Russell Mittermeier.

## Publicación original
- Acosta-Galvis, Rueda-Almonacid, Velásquez-Álvarez, Sánchez-Pacheco & Peña-Prieto, 2006 : Descubrimiento de una nueva especie de atelopus (bufonidae) para colombia: ¿una luz de esperanza o el ocaso de los sapos arlequines?. Revista de la Academia Colombiana de Ciencias Exactas, Físicas y Naturales, vol. 30, n.º 115, p. 279-290[5]